# Tate McRae
Tate Rosner McRae (Calgary, 1º luglio 2003) è una cantautrice e ballerina canadese.

## Biografia

### Infanzia ed esordi
Tate Rosner McRae è nata a Calgary nel 2003 il giorno della festa nazionale canadese da padre canadese di origini scozzesi e madre tedesca. A causa del lavoro del padre, rappresentante legale di compagnie petrolifere e di gas naturale, Tate McRae ha vissuto per quattro anni in Oman durante la sua infanzia, per poi far ritorno a Calgary nel 2011. Qui ha iniziato a prendere lezioni di balletto all'Alberta Ballet. Ha conseguito gli studi liceali presso la Western Canada High School, diplomandosi in modalità online nel 2022.
Nel 2013 ha partecipato alla competizione di ballo Dance Awards a New York, dove ha vinto il primo premio nella categoria Mini femminile. Nel 2015 e nel 2018 ha partecipato nuovamente ai Dance Awards, questa volta a Las Vegas, vincendo la medaglia d'oro rispettivamente nelle categorie Junior femminile e Teen femminile. Inoltre, nel 2015 ha vinto una medaglia di bronzo nella categoria Junior femminile agli Youth America Grand Prix.
Nel 2017 Tate McRae ha iniziato ad utilizzare il suo canale YouTube, dove fino ad allora aveva pubblicato solo video di danza, per diffondere canzoni originali da lei scritte e che registrate in camera propria. L'etichetta RCA Records le ha offerto un contratto discografico, che Tate McRae ha firmato nell'agosto del 2019. Il suo singolo di debutto One Day è stato certificato disco d'oro sia dalla Music Canada che dalla Recording Industry Association of America con rispettivamente oltre 40 000 e 500 000 unità vendute, mentre il suo primo brano in classifica è stato Stupid, che ha raggiunto la 60ª posizione della classifica dei singoli canadese e la 98ª della classifica dei singoli irlandese.

### 2020-2022: il successo diYou Broke Me FirsteI Used to Think I Could Fly
La prima collezione di brani per conto di RCA è stata l'EP All the Things I Never Said, avvenuta nel gennaio 2020 e seguita da un tour promozionale in Europa e Nord America.
Nell'aprile 2020 è stato pubblicato il singolo You Broke Me First, che ha segnato la svolta commerciale dell'artista: diventato popolare sulla piattaforma social TikTok, il brano ha raggiunto la top ten in Australia, Irlanda e Regno Unito, permettendo alla cantante di esibirsi al pre-show degli MTV Video Music Awards 2020 e successivamente agli MTV Europe Music Awards 2020. Si tratta del singolo apripista del secondo EP Too Young to Be Sad, certificato disco d'oro in Canada.
Nel corso di 2021 e 2022 ha continuato a pubblicare vari singoli, tra cui Feel like Shit e She's All I Wanna Be, i primi due estratti dal suo album di debutto I Used to Think I Could Fly, la cui pubblicazione è avvenuta il 27 maggio 2022. Il disco ha esordito al terzo posto della classifica canadese e al tredicesimo di quella statunitense ed è stato promosso attraverso un tour musicale nel biennio 2022-2023.
Nel novembre 2022 ha affiancato il disc jockey olandese Tiësto al singolo 10:35, messo in commercio con lo scopo di promuovere l'apertura dell'hotel di lusso Atlantis the Royal a Dubai.

### 2023-presente:Think LatereSo Close to What
Il 15 settembre 2023 viene pubblicato l'inedito Greedy, scelto come primo singolo estratto dal secondo album in studio di McRae. Il brano ha riscosso un enorme successo commerciale, segnando il più alto debutto della cantante sulla piattaforma Spotify, ed ottenendo la prima posizione in diversi mercati come Canada, Danimarca, Austria e anche negli Stati Uniti nella Billboard Global 200, diventando il suo primo singolo ad ottenere tale risultato. Il successo di Greedy si è protratto lungo tutto il 2024, risultando infatti essere a fine anno il brano pop più trasmesso dalle stazioni radiofoniche statunitensi. Per Greedy è stato realizzato un videoclip musicale, candidato agli MTV Video Music Awards 2024 come miglior coreografia.
L'8 dicembre seguente viene distribuito l'album Think Later, preceduto dal secondo ed ultimo estratto Exes. L'album ha debuttato entro le prime cinque posizioni nelle classifiche di Canada, Stati Uniti, Gran Bretagna, Nuova Zelanda, Australia, Belgio e Norvegia ed è stato accolto positivamente dalla critica, che li ha definito un «cambio definitorio di carriera» per la cantante. Al fine di promuovere il progetto, la cantante è stata impegnata per tutto il 2024 con il Think Later World Tour in Europa, Nord America, Asia e Oceania.
A circa un anno di distanza da Greedy, il 12 settembre 2024 viene pubblicato il singolo It's OK I'm OK, scelto come primo estratto dal terzo album in studio di McRae. Il brano ha permesso alla cantante di ottenere il suo debutto più alto nella Billboard Hot 100 statunitense, ovvero la ventesima posizione. Il 14 novembre ha fatto seguito il singolo 2 Hands. Nello stesso giorno della pubblicazione di 2 Hands, viene ufficialmente confermata l'uscita dell'album So Close to What, avvenuta al 21 febbraio 2025, insieme alle date del Miss Possessive Tour, primo tour della cantante nelle arene europee e nordamericane. Un terzo estratto, Sports Car, ha preceduto a gennaio la pubblicazione del disco. Nel maggio 2025, Mcrae collabora con Morgan Wallen nella canzone What I Want, che diventa il primo singolo della cantante a debuttare in cima alla Billboard Hot 100 negli Stati Uniti. Nello stesso mese, Just Keep Watching, singolo estratto dalla colonna sonora di F1, è stato rilasciato.

## Vita privata
Dalla fine del 2021 all'inizio del 2023 ha avuto una relazione con il giocatore di hockey canadese dei Columbus Blue Jackets Cole Sillinger. Nell'aprile 2024 il cantante australiano The Kid Laroi ha confermato la sua relazione con la McRae durante un suo concerto.

## Stile musicale e influenze

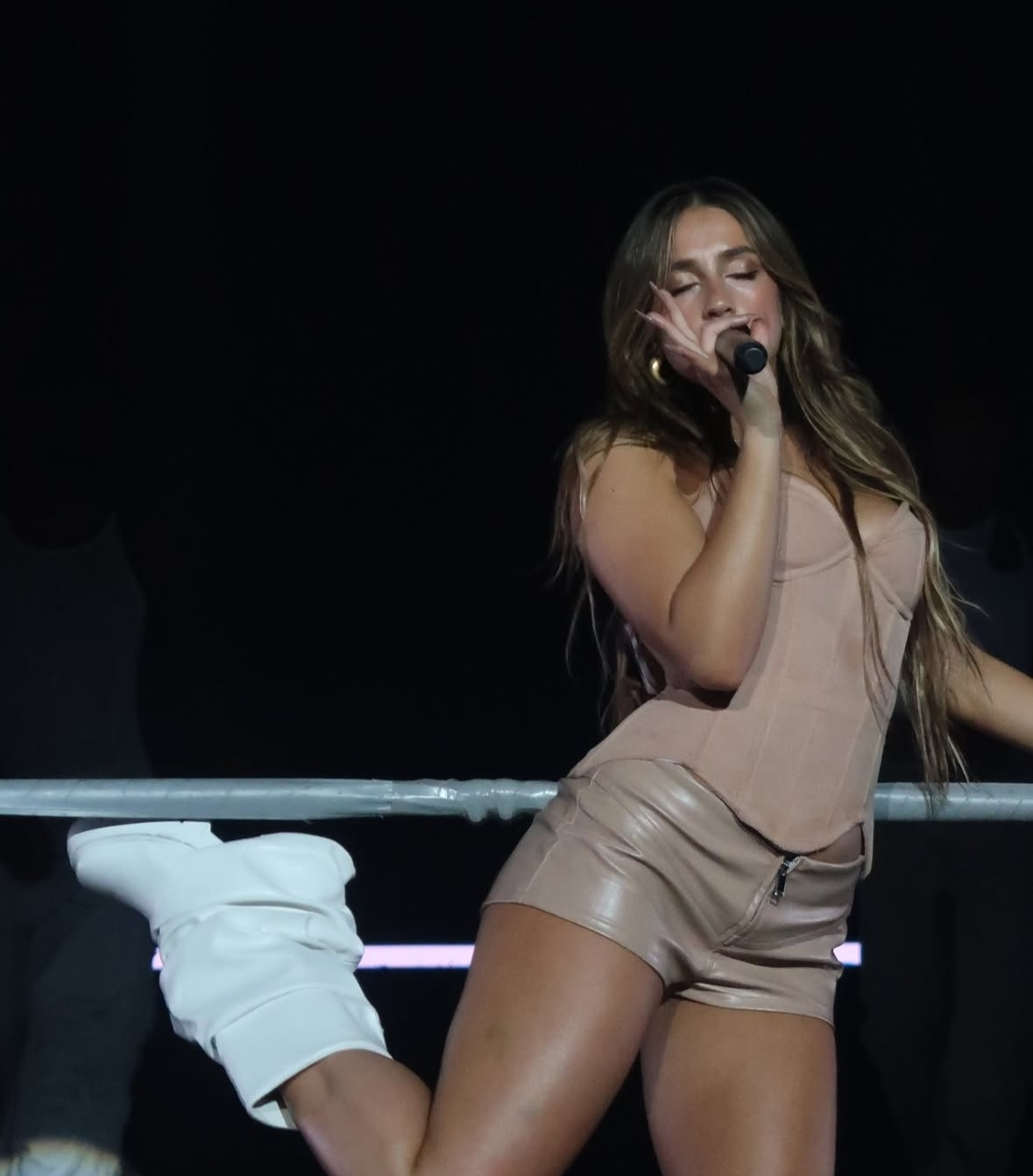
Tate McRae durante un concerto dal vivo a Manila, 4 novembre 2024

Tate McRae ha identificato Post Malone, The Weeknd, Khalid, Jessie Reyez, Ariana Grande e Jeremy Zucker come le sue più grandi fonti di ispirazione dal punto di vista musicale. Per quanto riguarda la scelta di accompagnare le proprie esibizioni con il ballo, la cantante ha ammesso di essere stata influenzata da Bruno Mars, Madonna, Christina Aguilera, Britney Spears, Ciara, Jennifer Lopez e Justin Timberlake, mentre Taylor Swift, Julia Michaels e Alec Benjamin vengono menzionati come influenze per quanto riguarda l'approccio lirico alla propria musica.
Inoltre, McRae ha definito Zendaya e Dua Lipa come due personalità da cui trarre ispirazione in tutti gli aspetti della propria vita privata e professionale e ha pubblicamente affermato di stimare artisticamente Billie Eilish e Rosalía.

## Discografia

### Album in studio
- 2022 – I Used to Think I Could Fly
- 2023 – Think Later
- 2025 – So Close to What

### Raccolte
- 2021 – The One Day LP

## Filmografia

### Doppiatrice
- Lalaloopsy – serie TV (2013-2014)
- Lala-Oopsies: A Sew Magical Tale (2013)
- Lalaloopsy Ponies: The Big Show (2014)
- Lalaloopsy: Band Together (2015)

## Tournée
- 2022/23 – Are We Flying Tour
- 2024 – Think Later World Tour
- 2025 – Miss Possessive Tour

Tour promozionali
- 2020 – All the Things I Never Said Tour

## Riconoscimenti
- Billboard Music Awards
  - 2022 – Candidatura alla Miglior canzone dance/elettronica per You[53]

- Global Awards
  - 2022 – Candidatura alla Star in ascesa[54]

- iHeartRadio Music Awards
  - 2021 – Candidatura al Social Star Award[55]
  - 2022 – Candidatura al Miglior nuovo artista pop[56]
  - 2022 – Candidatura alla Canzone dance dell'anno per You[56]
  - 2022 – Candidatura alla Miglior cover per Heather[56]
  - 2025 – Candidatura alla Canzone dell'anno per Greedy[57]
  - 2025 – Candidatura alla Canzone pop dell'anno per Greedy[57]
  - 2025 – Candidatura all'Artista pop dell'anno[57]
  - 2025 – Candidatura al Favorite Tour Tradition[57]
  - 2025 – Candidatura al Miglior testo per Exes[57]
  - 2025 – Candidatura allo Stile preferito in tournée per Think Later World Tour[57]

- Juno Awards
  - 2021 – Candidatura all'Artista rivelazione dell'anno[58]
  - 2021 – Candidatura al Juno Fan Choice[58]
  - 2022 – Candidatura all'Album dell'anno per Too Young to Be Sad[59]
  - 2022 – Candidatura all'Album pop dell'anno per Too Young to Be Sad[59]
  - 2023 – Candidatura al Singolo dell'anno per She's All I Wanna Be[60]
  - 2023 – Candidatura all'Album dell'anno per I Used to Think I Could Fly[60]
  - 2023 – Candidatura all'Album pop dell'anno per I Used to Think I Could Fly[60]
  - 2023 – Candidatura al Cantautore dell'anno[60]
  - 2023 – Candidatura al Juno Fan Choice[60]
  - 2024 – Singolo dell'anno per Greedy[61]
  - 2024 – Artista dell'anno[61]
  - 2024 – Candidatura al Juno Fan Choice[61]
  - 2025 – Artista dell'anno[62]
  - 2025 – Album dell'anno per Think Later[62]
  - 2025 – Album pop dell'anno per Think Later[62]
  - 2025 – Singolo dell'anno per Exes[62]
  - 2025 – Candidatura al Juno Fan Choice[62]

- MTV Europe Music Awards
  - 2020 – Candidatura al Miglior artista MTV Push[63]
  - 2021 – Candidatura al Miglior artista canadese[64]
  - 2022 – Candidatura al Miglior artista canadese[65]
  - 2024 – Candidatura al Miglior artista canadese[66]

- MTV Video Music Awards
  - 2020 – Candidatura al Miglior artista Push esordiente[67]
  - 2024 – Candidatura al Miglior pop[68]
  - 2024 – Candidatura alla Miglior coreografia per Greedy[68]